# David Anger
David Viktor Emanuel Anger, född 18 januari 1886 i Angereds socken, Älvsborgs län, död 16 juli 1963 i Sankt Görans församling, Stockholm, var en svensk ingenjör. Han var far till Per Anger och bror till Folke Anger.
Anger var son till handlanden John Bengtsson och Axelina Pettersson. Efter avgångsexamen från Chalmers tekniska läroanstalt 1907 blev Anger biträdande ingenjör vid Göteborgs hamnstyrelse samma år och sedermera arbetschef där. Han tjänstgjorde i ett och ett halvt år som byråingenjör vid järnvägsbyggnaden Järna–Norrköping. År 1917 inträdde han i Stockholms stads tjänst som avdelningsingenjör vid Hammarbyleden till 1929, därefter som arbetschef för Stockholms hamnstyrelses nybyggnader (Väster- och Tranebergsbroarna). Han var gatudirektör 1935–1951 och föredragande i generalplaneberedningen 1951–1958. Han var ledamot av Tunnelbanedelegerade 1940. Han författade tekniska artiklar i bland annat Teknisk Tidskrift. David Anger är begravd på Norra begravningsplatsen utanför Stockholm.